# Luca Ghini
Luca Ghini (Imola, 1490 — Bolonha, 4 de maio de 1556) foi um médico e botânico italiano.
Estudou medicina na universidade de Bolonha. Fundou em 1544 o jardim botânico de Pisa graças ao apoio de Cosmo I de Médici. Foi titular da cadeira de botânica de Bolonha, a segunda a ser criada, depois da de Veneza.
Ghini não deixou nenhum escrito, mas a sua influência sobre os botânicos do seu tempo foi considerável. Ele foi um dos poucos a preocupar-se com as bases teóricas da botânica. Foi provavelmente o inventor do herbário por volta de 1520 ou 1530. O seu herbário, que menciona na sua correspondência, reunia trezentas plantas diferentes mas não se conservou.